# David Carmo
David Mota Veiga Teixeira Carmo, mais conhecido apenas como David Carmo (Aveiro, 19 de julho de 1999) é um futebolista luso-angolano que atua como zagueiro. Atualmente joga no Nottingham Forest.

## Carreira

### Início
Nascido na cidade de Aveiro e filho de basquetebolistas, Carmo começou a jogar basquete antes de começar a atuar no futebol, incentivado pelos pais, tendo chegado a optar por seguir a carreira. Jogou até os nove anos no Galitos de Aveiro, quando entrou na base do Beira-Mar também com nove anos, tendo ido posteriormente à Casa Benfica Estarreja (escolinha do Benfica em Estarreja), onde depois foi para a base do Benfica original em 2011. Após duas temporadas nas Águias, acabou sendo dispensado por ter baixa estatura e desenvolvimento em 2013. Isso deixou Carmo bastante desmotivado, contudo foi incentivado pelos pais a não desistir.
Então, passaria ainda pelo Anadia e pelo Sanjoanense, onde na temporada 2014–15 se sagrou campeã distrital de juvenis de maneira magistral, tendo sua equipe somado 100 dos 102 pontos em disputa com registo de 151 golos marcados e apenas 11 sofridos.

### Braga
Após o Sanjoanense, Carmo chegou ao clube de Minho em 2015 com 16 anos, onde terminou sua formação.

#### 2019–20
Estreou-se pela equipe Principal do Braga em 17 de janeiro de 2020, entrando aos 55 minutos do segundo tempo na derrota de 2–1 para o Porto. Devido ao nervosismo da estreia, Carmo acabou cometendo um pênalti em Tiquinho Soares, que acabou desperdiçando a cobrança.

#### 2020–21
No jogo de ida semifinal de Taça da Liga em 10 de fevereiro, Carmo acabou sofrendo uma grave lesão ao fraturar a tibia e a fíbula em divida com Luis Díaz, aos 66 minutos. Devido à lesão, ficou de fora o restante da temporada.

#### 2021–22
Após quase um ano lesionado, retornou em 31 de janeiro de 2022 para atuar na equipe Sub-23 na quarta rodada da Liga Revelação. Fez seu único gol pelo clube em 14 de abril, na derrota de 3–1 para o Rangers no jogo de volta das quartas de final da Liga Europa.
Devido às boas atuações no mês de abril de 2022 (titular em todos os cinco jogos do Braga na Liga no mês e com apenas dois gols sofridos no período), foi eleito para melhor defensor da Primeira Liga no mês com 30,75% das preferências de votos, superando a dupla portista Mbemba com 18,75% e Pepe com 15,97%. Ao todo, atuou em 57 jogos e marcou um gol pelo clube, além de ter ganho um título da Taça de Portugal.

### Porto

#### 2022–23
Carmo foi anunciado como novo reforço dos Dragões em 5 de julho de 2022, sendo o primeiro reforço do clube no ano. Assinou contrato até junho de 2027 e o valor da transferência foi de 20 milhões de euros podendo chega a 22,5 milhões caso haja cumprimento de metas, ainda com uma cláusula de 80 milhões, sendo a mais alta de um defensor do clube e terceira mais alta na história do clube (atrás apenas de Hulk com 100 e Fábio Silva com 125) Também foi a transação mais cara entre clubes de Portugal, superando Rafa que foi transferido ao Benfica por 16,5 milhões de euros na temporada 2015–16.
Carmo fez sua estreia pelos Azuis em 10 de junho, na vitória por 3–0 sobre Bistol em um amistoso. Em 23 de julho, estreou no estádio do Porto na vitória por 2–1 sobre o Monaco num amistoso. David teve inclusive uma chance de fazer o terceiro gol após cabeçada certeira depois de um lateral cobrado por Galeno, mas VAR anulou o tento.
Sua estreia oficial pelo Porto foi em 3 de setembro, na vitória por 2–0 sobre o Gil Vicente na 5ª rodada da Primeira Liga, tendo sido titular e jogado os 90 minutos.

#### 2023–24
Em dezembro de 2023, Carmo acabou sendo renegado à equipe B por Sérgio Conceição com o aval do diretor do Porto, após um comportamento inadequado. Disputou três partidas pela equipe B do Porto antes de ser emprestado ao Olympiacos.

### Olympiacos
Em 26 de janeiro de 2024, David Carmo foi anunciado pelo Olympiacos como novo reforço da equipe por empréstimo até o fim da temporada, tendo o clube grego pagado 600 mil euros no negócio com opção de compra ao fim do período por 18 milhões de euros. Além do título da Liga Conferência de 2023–24, foi selecionado para o time do torneio.

### Nottingham Forest
Em 25 de agosto de 2024, Carmo ingressou no Nottingham Forest, clube da Premier League, com um contrato de 5 anos.

### Olympiacos
Após o anuncio no clube inglês, foi imediatamente anunciado pelo Olympiacos por empréstimo para terminar a temporada.

## Seleção Principal

### Portugual

#### Sub-19
Em julho de 2018, Carmo foi um 20 convocados por Hélio Sousa para representar Portugal na Eurocopa Sub-19, na Finlândia. A Seleção Portuguesa sagrou-se campeã do torneio ao bater a Inglaterra na final por 4–3 na prorrogação, sendo titular na final.

#### Sub-20
Foi convocado entre 2018 e 2019 à categoria Sub-20 para amistosos preparatórios visando a Copa do Mundo Sub-20 na Polônia, incluindo os dois últimos amistosos contra Alemanha e Inglaterra nos dias 22 e 27 de março, respectivamente. Porém, acabou ficando de fora da lista final de convocados para o torneio.

#### Principal
Foi convocado pela primeira vez à Seleção Principal em 20 de maio de 2022, sendo um dos 26 convocados por Fernando Santos para quatro jogos da Liga das Nações em junho em um período de dez dias, contra a Suíça duas vezes, Chequia e Espanha.

### Seleção Angolana

#### Principal
Por ter ascendência angolana por parte de pai, foi especulada uma possível convocação sua à Seleção Angolana em fevereiro de 2024 por parte da Federação Angolana. À época, Carmo não havia entrado em campo pela Seleção Portuguesa, embora tivesse sido convocado.
No mês seguinte, foi informado que o jogador decidiu-se por defender Angola, onde obteve sua primeira convocação para amistoso contra Marrocos e Comores. Em sua estreia contra Marrocos no dia 22 de março, numa derrota por 1–0, acabou fazendo um gol contra.

## Estilo de jogo
Canhoto, David Carmo tem uma estatura elevada (1,96 m) que é fator crucial no seu estilo e habilidade. Ele é um defensor que se envolve tanto em duelos terrestres quanto aéreos, procurando eliminar o perigo na origem, interceptando passes ou atacantes fora da bola. Seu físico permite que ele seja uma presença dominante, especialmente no ar. Também possui qualidade na posse, além de sua distribuição de jogo ser de longo alcance o que a torna uma das principais características de seu conjunto de habilidades.

## Estatísticas

### Seleção Portuguesa
Atualizadas até 30 de maio de 2024.

#### Sub-19
| Ano   |       |      |         |
| Ano   | Jogos | Gols | Assist. |
| ----- | ----- | ---- | ------- |
| 2018  | 10    | 0    | 0       |
| Total | 10    | 0    | 0       |

#### Sub-20
| Ano   |       |      |         |
| Ano   | Jogos | Gols | Assist. |
| ----- | ----- | ---- | ------- |
| 2018  | 6     | 0    | 0       |
| 2019  | 1     | 0    | 0       |
| Total | 7     | 0    | 0       |

#### Principal
| Ano   |       |      |         |
| Ano   | Jogos | Gols | Assist. |
| ----- | ----- | ---- | ------- |
| 2022  | 0     | 0    | 0       |
| Total | 0     | 0    | 0       |

### Seleção Angolana

#### Principal
| Ano   |       |      |         |
| Ano   | Jogos | Gols | Assist. |
| ----- | ----- | ---- | ------- |
| 2024  | 2     | 0    | 0       |
| Total | 2     | 0    | 0       |

## Títulos

### Braga
- Taça da Liga: 2020–21

### Porto
- Supertaça Cândido de Oliveira: 2022, 2024
- Taça de Portugal: 2022–23
- Taça da Liga: 2022-23

### Olympiacos
- Liga Conferência Europa da UEFA: 2023–24

### Seleção Portuguesa

#### Sub-19
- Campeonato Europeu de Futebol Sub-19: 2018

### Prêmios individuais
- Melhor defensor da Primeira Liga de 2021–22: Abril de 2022
- Seleção da Liga Conferência Europa de 2023–24